# Gataraga
Gataraga ist einer von 15 Sektoren im Distrikt Musanze in der Nordprovinz von Ruanda.

## Geographie
Gataraga hat eine Fläche von 48,6 km² und liegt auf einer Höhe von etwa 2690 m. Der Sektor unterteilt sich in die vier Zellen Mudakama, Murago, Rubindi und Rungu. Nachbarsektoren sind im Norden Shingiro, im Osten Kimonyi, im Südosten Busogo und im Süden Mukamira. Die Westhälfte des Sektors liegt innerhalb des Vulkan-Nationalparks und die Westspitze bildet der schlafende Vulkan Karisimbi an der Grenze zur Demokratischen Republik Kongo.

## Bevölkerung
Nach der Volkszählung von 2022 betrug die Einwohnerzahl 26.721 Einwohner. Zehn Jahre zuvor waren es 22.710, was einem jährlichen Bevölkerungszuwachs von 1,6 Prozent zwischen 2012 und 2022 entspricht.

## Verkehr
Durch den Sektor verläuft die Nationalstraße 18, die jedoch Stand 2022 in dem Streckenabschnitt nicht asphaltiert ist. Dies ist dagegen die Nationalstraße 2, die ein kurzes Stück durch den Osten des Sektors führt.